# Берхтесгаденер-Ланд
Берхтесгаденер-Ланд (нем. Berchtesgadener Land) — район в Германии. Центр района — город Бад-Райхенхалль. Район входит в землю Бавария. Подчинён административному округу Верхняя Бавария. Занимает площадь 840 км². Население — 102,5 тыс. чел. (2010). Плотность населения — 122 человека/км².
Официальный код района — 09 1 72.
Район подразделяется на 15 общин.

## Города и общины

1. Бад-Райхенхалль (17 476)
2. Фрайлассинг (15 955)
3. Айнринг (9880)
4. Тайзендорф (9176)
5. Берхтесгаден (7630)
6. Бишофсвизен (7513)
7. Лауфен (6630)
8. Шёнау (5369)
9. Зальдорф-Зурхайм (5310)
10. Пидинг (5243)
11. Ангер (4310)
12. Байериш-Гмайн (3026)
13. Рамзау (1795)
14. Марктшелленберг (1782)
15. Шнайцльройт (1446)

(30 сентября 2010)

## Население
По оценке на 31 декабря 2015 года население района составляет 103 907 человек.
| Дата      | 1840  | 1871  | 1900  | 1925  | 1939  | 1950  | 1961  | 1970  | 1987  | 2011   |
| --------- | ----- | ----- | ----- | ----- | ----- | ----- | ----- | ----- | ----- | ------ |
| Население | 27227 | 29136 | 36160 | 46774 | 59793 | 84336 | 81340 | 86287 | 90689 | 100827 |

| Год       | 1960  | 1970  | 1980  | 1990  | 2000  | 2009   | 2010   | 2011   | 2012   | 2013   | 2014   | 2015   |
| --------- | ----- | ----- | ----- | ----- | ----- | ------ | ------ | ------ | ------ | ------ | ------ | ------ |
| Население | 81458 | 86496 | 90786 | 95397 | 99848 | 102034 | 102389 | 101263 | 101875 | 102346 | 102976 | 103907 |

## Внешние ссылки
- Официальная страница (нем.)